# The Communards
The Communards foram uma banda (duo) de pop britânica dos anos 80.

## História
A banda formou-se em 1985, quando o cantor Jimmy Somerville deixou a sua antiga banda Bronski Beat e juntou-se ao músico Richard Coles. Coles se bem que fosse pianista também tocava clarinete no tema "It Ain't Necessarily So.", um sucesso da banda Bronski Beat. Jimmy era conhecido pelo seu estilo falsetto e de ser publicamente gay.
O nome da banda é uma homenagem dos membros da banda aos revolucionários da Comuna de Paris (1871).
A banda teve o seu primeiro sucesso em 1985 com o single "You Are My World." No ano seguinte (1986), a banda teve um enorme sucesso com a versão do clássico "Don't Leave Me This Way" da banda Harold Melvin & The Blue Notes inspirada na versão de Thelma Houston,presente no álbum The Communards, que permaneceu quatro semanas no primeiro lugar do top britânico. Essa canção foi o single mais vendido no Reino Unido desse ano. A canção foi cantada também pela cantora Sarah Jane Morris.
No final de 1986, The Communards tiveram outro tema no top 10 britânico "So Cold the Night." Em 1987, a banda publicou o álbum chamado Red, que continha uma versão do sucesso de Jackson 5 "Never Can Say Goodbye" (numa versão inspirada por Gloria Gaynor), que fez a banda alcançar o n.º 4 do top britânico.
A banda dissolveu-se em 1988 e Jimmy Somerville iniciou uma carreira a solo. Coles tornou-se religioso e é auxiliar de padre da igreja anglicana e capelão.

## Discografia

### Álbuns
| Ano  | Álbum         | UK | US |
| ---- | ------------- | -- | -- |
| 1985 | Communards    | 7  | 90 |
| 1986 | Live In Italy | -  | -  |
| 1987 | Red           | 4  | 93 |

### Compilações
| Ano  | Álbum  | UK | US |
| ---- | ------ | -- | -- |
| 1993 | Heaven | -  | -  |

### Singles
| Ano  | Canção                                                           | UK singles | Álbum      |
| ---- | ---------------------------------------------------------------- | ---------- | ---------- |
| 1985 | "You Are My World"                                               | 30         | Communards |
| 1986 | "Disenchanted"                                                   | 29         | Communards |
| 1986 | "Don't Leave Me This Way" (The Communards com Sarah-Jane Morris) | 1          | Communards |
| 1986 | "So Cold the Night"                                              | 8          | Communards |
| 1987 | "You Are My World '87" (remix)                                   | 21         | -          |
| 1987 | "Tomorrow"                                                       | 23         | Red        |
| 1987 | "Never Can Say Goodbye"                                          | 4          | Red        |
| 1988 | "For a Friend"                                                   | 28         | Red        |
| 1988 | "There's More To Love"                                           | 20         | Red        |

## Vídeos
| Ano  | Título                       | Detalhes                                                                   | Formato |
| ---- | ---------------------------- | -------------------------------------------------------------------------- | ------- |
| 1986 | The Video Singles            | Compilação de músicas de 1985-1986                                         | VHS     |
| 2006 | Live At Full House Rock Show | Concerto ao vivo televisivo em Hanôver, Alemanha (10 de fevereiro de 1987) | DVD     |